# 博勒
博勒（法語：Baule，法語發音：[bol]）是法国卢瓦雷省的一个市镇，位于该省西部，卢瓦尔河谷之中，属于奥尔良区。

## 地理
博勒（47°48'39"N, 1°40'15"E）面积12.11 平方千米，位于法国中央-卢瓦尔河谷大区卢瓦雷省，该省份为法国中北部省份，北起埃松省，西北接厄尔-卢瓦省，西南接卢瓦-谢尔省，南至涅夫勒省和谢尔省，东临约讷省，东北接塞纳-马恩省。
与博勒接壤的市镇（或旧市镇、城区）包括：卢瓦尔河畔默恩、勒巴尔东、博讓西、德里、拉伊昂瓦勒、梅萨。

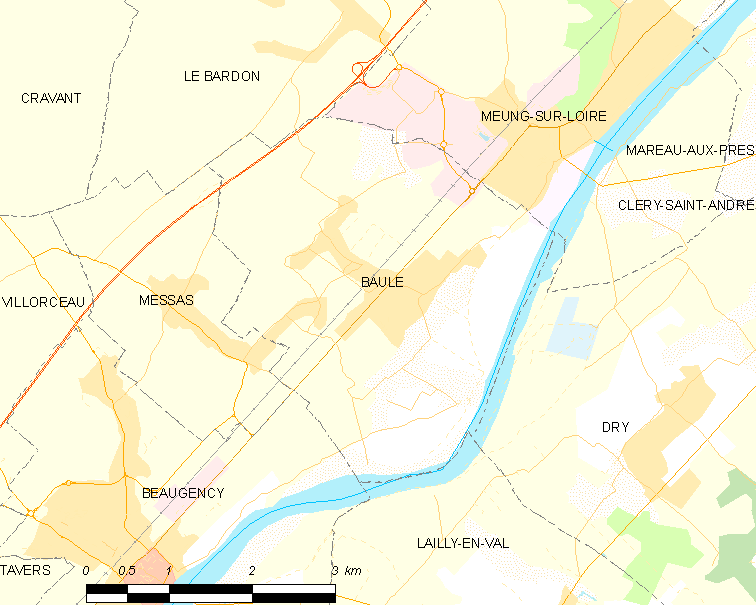
博勒的OSM定位图

博勒的时区为UTC+01:00、UTC+02:00（夏令时）。

## 行政
博勒的邮政编码为45130，INSEE市镇编码为45024。

## 政治
博勒所属的省级选区为博让西县。

## 人口

1962-2008年间博勒人口变化图示

博勒于2022年1月1日时的人口数量为2005人。